# 阿尔法 (赫罗纳省)
埃尔法尔登波尔达，是西班牙加泰罗尼亚赫罗纳省的一个市镇。总面积9平方公里，总人口387人（2001年），人口密度43人/平方公里。